# Cosmocats
Pour les articles homonymes, voir ThunderCats.
Cosmocats (ThunderCats) est une série télévisée d'animation américaine en 130 épisodes de 25 minutes, créée par Ted Wolf et diffusée entre le 23 janvier 1985 et le 29 septembre 1989 en syndication.
Développée par Rankin/Bass et distribuée par Lorimar-Telepictures à partir de 1985, l'animation était faite par la Pacific Animation Corporation, le nom de travail pour un collectif de studios japonais dont une partie formera en 1989 Walt Disney Animation Japan ainsi que Topcraft, qui finira plus tard par former le Studio Ghibli.
Au Québec, la série a été diffusée à partir du 1er septembre 1986 à Super Écran, et en clair les samedis matins dès novembre 1987 à Télévision Quatre-Saisons. En France, la première saison a été diffusée à partir du 10 septembre 1986 sur Antenne 2 dans l'émission Récré A2, et la seconde saison à partir du 23 octobre 2006 sur France 4.
Un remake de la série a été réalisé en 2011, où cette fois-ci, la version française a conservé le titre original ThunderCats, et n'a pas renommé la plupart des personnages, sauf Tygra et Cheetarah qui récupèrent leurs noms de la version francophone.

## Synopsis
Cette série raconte les combats entre les Cosmocats, race de félins humanoïdes menée par le jeune et brave Starlion, et les Mutants, race de monstres diaboliques. Les Mutants ont chassé les Cosmocats de leur planète Thundera et les ont poursuivis jusque sur leur nouveau monde, la 3e Terre où vit un ennemi redoutable : Mumm-Ra.

## Voix françaises
- Patrick Poivey : Starlion (saison 1 et 2)
- Henry Djanik : Panthéro, Shakal, Jaga, Ratar-O, Safari Joe, Hachiman
- Francis Lax : Snarf, Gorior, Perforeur, Grune
- Jean Roche : Tigro, Vultureman, Démolisseur
- Francine Lainé : Félibelle, Willikit
- Serge Lhorca : Mumm-Ra, Krolor
- Maryse Meryl : Willykat
- Gérard Hernandez : Mongor, Claudus
- Pierre Trabaud : Monocle, le robot-rat
- Robert Dubois : Panthéro (saison 2)

## Personnages

### Les Cosmocats
- Starlion : le jeune seigneur des Cosmocats porte toujours l'épée d'Omens (prononcée omanss, au sens anglais de « présages ») sertie de l'Œil de Thundéra, ainsi que son gant griffu protecteur, qui renferme aussi un grappin. En cas de danger, l'épée lance un signal lumineux qui avertit les autres Cosmocats. Starlion a vieilli de dix ans en biostase durant le voyage depuis Thundéra, mais son esprit est resté plus jeune.
- Tigro : spécialiste de l'invisibilité, il a pour arme un fouet à bout de bolas. C'est l'architecte du groupe, qui a conçu la Tanière, repère et quartier général de nos héros.
- Félibelle : super-rapide, elle a pour arme un bâton qui peut s'allonger autant qu'elle le souhaite et qui envoie des rayons lasers. Elle possède des pouvoirs de télépathie et télékinésie et peut parfois voir le futur.
- Pantéro : à la fois ingénieur de génie et force de la nature, il construit tous les véhicules des Cosmocats tels que le Tank-Attack et le Félinar. Son arme est un nunchaku, et ses bretelles sont hérissées de pointes.
- Wilykat et Wilykit : les Cosmochatons jumeaux adolescents. Wilykit est la sœur aînée. Pour se défendre, ils utilisent leurs lassos et sacs à malice remplis de billes et de capsules qui contiennent différentes substances (gaz, gel dérapant). Pantéro leur fabrique des planches antigravité.
- Jaga : Ancien maître des Cosmocats, mort en les conduisant sur la 3e Terre, il apparaît en tant que fantôme dans de nombreux épisodes pour conseiller Starlion.
- Snarf : de son vrai nom Osbert, nounou de Starlion. Il comprend le langage de tous les animaux.
- Pumyra (à partir de la 2e saison) : Seconde femme Cosmocat, elle est armée d'une fronde et elle sert d'infirmière au groupe.
- Bengali (à partir de la 2e saison) : Il est forgeron et peut réparer l'épée d'Omens ; son arme est un petit marteau.
- Lynx-O (à partir de la 2e saison) : Le plus âgé des Cosmocats vivants, il est aveugle depuis son départ de Thundéra. Ses autres sens sont très développés. Il se déplace toujours avec son interface en braille et son bouclier de lumière.
- Snarfer (à partir de la 2e saison) : neveu de Snarf, reconnaissable à la sacoche qu'il porte en bandoulière.

### Les alliés
- Les Grislours (ou « Ro-Ber-Berbils » en VO) sont des robots ours, ils sont complètement inoffensifs et cultivent des fruits pour les autres peuples de la planète. Ils ont aidé à construire la base des Cosmocats.
- Hachiman est un guerrier samouraï qui possède une épée presque aussi puissante que celle de Starlion. Fidèle à son code d'honneur, il sera manipulé plus d'une fois par Mumm-ra.
- Mandora est une chasseuse de criminels. Elle dépend de la police inter-galactique. Elle possède une moto volante.
- Willa et Naïda sont des guerrières qui vivent dans la forêt. Leur peuple paraît n'être composé que d'amazones.
- L'homme des neiges, accompagné de son tigre Snowmeow. Il se bat avec une lance de glace en chevauchant son tigre. Il vit seul dans un palais de glace.
- Mumm-Rana: sorcière ennemie de Mumm-Ra et longtemps endormie, elle réside dans la Pyramide Blanche et est au service des Anciens Esprits du Bien.
- Les Bolkins: un des peuples qui vit sur la 3e Terre. Ils sont petits et ressemblent un peu à des moutons.
- Des licornes vivent dans la forêt ; un couple de vieux sages bolkins (?) veille sur elles.

### Les ennemis
- Mumm-Ra, l'éternel vivant : principal ennemi des Cosmocats, c'est une momie millénaire au service des Anciens Esprits du mal, représentés sous la forme de quatre statues à corps humain et tête d'animal. Il reprend ses forces dans un sarcophage régénérateur au cœur d'une Pyramide Noire, érigée par les Esprits du mal et protégée par quatre obélisques qui émettent des éclairs très puissants. À partir de la saison 2, il est accompagné de son chien volant Ma-Mutt, une sorte de bouledogue aux crocs acérés, capable de se métamorphoser comme son maître. Mumm-Ra peut se transformer à volonté, et possède de vastes pouvoirs magiques incluant l'electrokinésie, la téléportation, la nécromancie, l'alchimie, la telékinésie, le changement d'apparence et la télépathie.
- Les Mutants sont le peuple qui a chassé les Cosmocats de leur monde. Sur la 3e Terre, ils sont représentés par Krolor (un reptile), Gorior (un singe), Shakal (un chacal). De temps en temps, leur chef Ratar-O (un rat) vient leur prêter main-forte. Ils sont aussi accompagnés de Vultureman (un vautour), l'ingénieur des Mutants, qui conçoit toutes sortes de dispositifs et de véhicules diaboliques, et qui se déplace dans sa Machine volante. Les Mutants sont originaires de Plun-Darr et vivent dans une sinistre forteresse construite par des esclaves. Ils sont au service de Mumm-Ra dont ils craignent les redoutables pouvoirs.
- Grune le destructeur est un ancien Cosmocat, ennemi de Jaga et exilé sur la 3e Terre. Il est emprisonné dans un tombeau mais libéré par mégarde par deux Bolkins.
- Les Vikingos sont des pirates vikings, avec certaines parties du corps mécanisées, qui écument les mers de la 3e Terre. Leur noms sont Hammerhand (le chef), Top Spinner, Ram Bam et Cruncher.
- Les Lunataks (à partir de la saison 2) viennent des lunes de Plun-Darr. Ils ont été exilés mais Mumm-Ra les a fait revenir. Leur chef est Luna qui est toujours sur les épaules d'Amok. Il y a aussi Œil Rouge à la vision infrarouge, Tugmug qui rebondit partout et qui porte un bazooka, Chilla qui commande au froid et Alluro aux pouvoirs hypnotiques.

On croise également toute une série de méchants comme Frogman, le robot-pirate, l'Enflammeur, le Perforeur, Nauséabond, maître des hommes-taupes, les Trollogs, le Pollueur de la galaxie, le Rocher géant, l'Arme ultime, le Monocle…

### Autres
Des peuples neutres vivent aussi sur la 3e Terre : des humanoïdes à tête de veau, des hommes-taupes...

## Générique
Comme parfois dans les séries américaines, et notamment dans les séries Rankin/Bass, le générique de Cosmocats a été réalisé au Japon. Ici par Masayuki Yamaguchi alors âgé de 22 ans pour le studio Maki Production, utilisant 1 500 images pour 70 secondes contre 3 000 pour 21 minutes dans le reste des épisodes.
La musique du générique est composée par Bernie Hoffer. En France la chanson est écrite par Jean-Pierre Jaubert et interprété par Jean-Claude Corbel.

## Épisodes

### Première saison (1985)
1. Exodus (titre original : Exodus)
2. La grande alliance (titre original : The Unholy Alliance)
3. L’aventure (titre original : Berbils)
4. Les esclaves (titre original : The Slaves of Castle Plun-Darr)
5. Question de temps (titre original : Trouble with Time)
6. Pumm-Ra (titre original : Pumm-Ra)
7. Terreur sur la cité (titre original : The Terror of Hammerhand)
8. La tour des pièges (titre original : The Tower of Traps)
9. Le jardin des plaisirs (titre original : The Garden of Delights)
10. Le guerrier fantôme (titre original : The Ghost Warrior)
11. La malédiction (titre original : The Doomgaze)
12. Le seigneur (titre original : Lord of the Snows)
13. Le vaisseau spatial (titre original : The Spaceship Beneath the Sands)
14. La capsule (titre original : The Time Capsule)
15. Feu à volonté (titre original : The Fireballs of Plun-Darr)
16. Mandora (titre original : Mandora - The Evil Chaser)
17. Tout ce qui brille (titre original : All That Glitters)
18. L’illusion (titre original : Spitting Image)
19. Le procès de la vitesse (titre original : Lion-O's Anointing – Second Day: The Trial of Speed)
20. Le procès de la Fourberie (titre original : Lion-O's Anointing – Third Day: The Trial of Cunning)
21. Le procès du démon (titre original : Lion-O's Anointing – Final Day: The Trial of Evil)
22. Mongor (titre original : Mongor)
23. Le grand retour (titre original : Return to Thundera)
24. Le défi (titre original : Snarf Takes up the Challenge)
25. Les pirates (titre original : Mandora and the Pirates)
26. La reine de cristal (titre original : The Crystal Queen)
27. La fête (titre original : Safari Joe)
28. La vengeance (titre original : Return of the Driller)
29. Turmagor (titre original : Turmagar the Tuska)
30. Le sixième sens (titre original : Sixth Sense)
31. Le docteur (titre original : Dr. Dometone)
32. La prison (titre original : The Astral Prison)
33. La reine (titre original : Queen of 8 Legs)
34. Le néant (titre original : Dimension Doom)
35. Le rocher géant (titre original : The Rock Giant)
36. Sauve qui peut ! (titre original : The Thunder-Cutter)
37. La plaie mécanique (titre original : Mechanical Plague)
38. Le démolisseur (titre original : The Demolisher)
39. Tous les chats sont gris – 1re partie (titre original : Feliner – Part 1)
40. Tous les chats sont gris – 2e partie (titre original : Feliner – Part 2)
41. Excalibur (titre original : Excalibur)
42. Le secret de la glace (titre original : Secret of the Ice King)
43. L’épée égarée (titre original : Sword in the Hole)
44. L’extraterrestre (titre original : The Wolfrat)
45. Le bon et le laid (titre original : Good and Ugly)
46. Diviser et conquérir (titre original : Divide and Conquer)
47. Attention danger (titre original : The Micrits)
48. La potion de surpuissance (titre original : The Superpower Potion)
49. Le sortilège (titre original : The Evil Harp of Charr-Nin)
50. Drôle de jeu (titre original : Tight Squeeze)
51. Le marchandage (titre original : Monkian’s Bargain)
52. Incroyable (titre original : Out of Sight)
53. La rébellion (titre original : Jackalman's Rebellion)
54. La montagne (titre original : The Mountain)
55. Le mauvais œil (titre original : Eye of the Beholder)
56. La menace (titre original : The Mumm-Ra Berbil)
57. Un problème délicat (titre original : The Trouble with ThunderKittens)
58. Mumm-Rana (titre original : Mumm-Rana)
59. Le piège (titre original : Trapped)
60. Le transfert (titre original : The Transfer)
61. Quelle chance ! (titre original : The Shifter)
62. Le rêve (titre original : Dream Master)
63. Le procès de la force (titre original : Lion-O's Anointing – First Day: The Trial of Strength)
64. Le procès du pouvoir de l'esprit (titre original : Lion-O's Anointing – Fourth Day: The Trial of Mind Power)
65. Souvenirs souvenirs (titre original : Fond Memories)

### Deuxième saison (1986-1989)
1. Cosmocats, Ah ! - 1re partie[5] (titre original : ThunderCats - Ho! (1))
2. Cosmocats, Ah ! - 2e partie[5] (titre original : ThunderCats - Ho! (2))
3. Cosmocats, Ah ! - 3e partie[5] (titre original : ThunderCats - Ho! (3))
4. Cosmocats, Ah ! - 4e partie[5] (titre original : ThunderCats - Ho! (4))
5. Cosmocats, Ah ! - 5e partie[5] (titre original : ThunderCats - Ho! (5))
6. Le retour de Mumm-ra - 1re partie (titre original : Mumm-Ra Lives! (1))
7. Le retour de Mumm-ra - 2e partie (titre original : Mumm-Ra Lives! (2))
8. Le retour de Mumm-ra - 3e partie (titre original : Mumm-Ra Lives! (3))
9. Le retour de Mumm-ra - 4e partie (titre original : Mumm-Ra Lives! (4))
10. Le retour de Mumm-ra - 5e partie (titre original : Mumm-Ra Lives! (5))
11. Tensions (titre original : Catfight)
12. Le talisman d'Egora (titre original : Psych Out)
13. Le masque de la gorgone (titre original : The Mask of Gorgon)
14. Bulle de folie (titre original : The Mad Bubbler)
15. Ensemble nous vaincrons (titre original : Together we Stand)
16. L'île de la désolation (titre original : Ravage Island)
17. Retour à l'enfance (titre original : Time Switch)
18. Les rocks soniques (titre original : The Sound Stones)
19. Le jour de l'éclipse (titre original : Day of the Eclipse)
20. Infraction (titre original : Sideswipe)
21. La ceinture de Mumm-Rana (titre original : Mumm-Rana's Belt)
22. L'honneur d'Hachiman (titre original : Hachiman's Honor)
23. Les fugitifs (titre original : Runaways)
24. Snarf contre Snarf (titre original : Hair of the Dog)
25. La revanche de Vultureman (titre original : Vultureman's Revenge)
26. L'épée de Plunn-Darr - 1re partie (titre original : ThunderCubs (1))
27. L'épée de Plunn-Darr - 2e partie (titre original : ThunderCubs (2))
28. L'épée de Plunn-Darr - 3e partie (titre original : ThunderCubs (3))
29. L'épée de Plunn-Darr - 4e partie (titre original : ThunderCubs (4))
30. L'épée de Plunn-Darr - 5e partie (titre original : ThunderCubs (5))
31. Le totem de Déra (titre original : Totem of Dera)
32. La chaîne de loyauté (titre original : Chain of Loyalty)
33. Le canyon de cristal (titre original : Crystal Canyon)
34. Le rayon télépathe (titre original : Exile Isle)
35. L'île de l'exil (titre original : Exile Isle)
36. La clé de thundera (titre original : Key to Thundera)
37. Le retour des chatons (titre original : Return of the ThunderCubs)
38. La formule (titre original : The Formula)
39. Le pendentif du mensonge (titre original : Locket of Lies)
40. Le bracelet de l'obéissance (titre original : Bracelet of Power)
41. Le piège de glace (titre original : The Wild Workout)
42. Le thunderscope (titre original : The Thunderscope)
43. Le dragon de jade (titre original : The Jade Dragon)
44. La fin des mutants (titre original : The Circus Train)
45. Le dernier jour (titre original : The Last Day)
46. Retour sur Thundera - 1re partie (titre original : Return to Thundera (1))
47. Retour sur Thundera - 2e partie (titre original : Return to Thundera (2))
48. Retour sur Thundera - 3e partie (titre original : Return to Thundera (3))
49. Retour sur Thundera - 4e partie (titre original : Return to Thundera (4))
50. Retour sur Thundera - 5e partie (titre original : Return to Thundera (5))
51. Leah (titre original : Leah)
52. Frogman (titre original : Frogman)
53. L'héritage (titre original : The Heritage)
54. Screwloose (titre original : Screwloose)
55. Malcar l'alchimiste (titre original : Malcar)
56. La menace du serpent (titre original : Helpless Laughter)
57. La revanche de Cracker (titre original : Cracker's Revenge)
58. Le monstre de mousse (titre original : The Mossland Monster)
59. La confusion de Ma Mutt (titre original : Ma-Mutt's Confusion)
60. Shadowmaster (titre original : Shadowmaster)
61. Le traquenard (titre original : Swan Song)
62. Le toucher d'Amortus (titre original : Touch of Amortus)
63. Zaxx (titre original : The Zaxx Factor)
64. En proie au doute (titre original : Well of Doubt)
65. Le livre d'Omens - Combat final ! (titre original : The Book of Omens)

## DVD
L'intégralité de la série est disponible désormais en six coffrets chez Déclic Images. La série a également été proposée par le biais d'une collection kiosque Les Séries Cultes, incluant des fiches personnages, des posters, etc.

## Produits dérivés

### Jeu de société
- Thundercats (1985). Édité par MB. De 2 à 4 joueurs pour une durée moyenne de jeu de 30 minutes.
- Les personnages de la série sont rajoutés à la franchise Zombicide fantasy par CMON en 2022. Trois coffrets permettent de jouer les Cosmocats et certains Mutants en tant que héros, tandis que Mumm-ra est un nécromancien et une abomination.

### Jeu vidéo
- 1987 : ThunderCats sur Amiga, Amstrad CPC, ZX Spectrum, Atari ST et Commodore 64 développé et édité par Elite Systems

## Autres séries
- SilverHawks est une série réalisée sur le même modèle, et créée en 1986 de Rankin/Bass Productions (65 épisodes).
- En 2011, Warner Bros produit de nouveaux épisodes, réalisés par Studio 4°C. Ils sont diffusés sur Cartoon Network le 29 juillet 2011. Il s'agit non d'une suite mais d'un remake : ThunderCats.